# Чикала
Чикала (итал. Cicala) — коммуна в Италии, расположенная у подножия плато Сила-Пиккола в провинции Катандзаро, в регионе Калабрия, подчиняется административному центру Катандзаро.
Население составляет 953 человека (на 30.06.2017г.), плотность населения составляет 102,69 чел./км². Занимает площадь 9,28 км². Почтовый индекс — 88040. Телефонный код — 0968.
Покровителем коммуны почитается святой апостол Иаков Старший, празднование 25 июля.

## Демография
| Динамика населения коммуны |
|                            |
| По данным ISTAT            |